# Alex Mineiro
Alex Mineiro (ur. 15 marca 1975) – brazylijski piłkarz występujący na pozycji napastnika.

## Kariera klubowa
Od 1996 do 2010 roku występował w klubach América, Cruzeiro EC, Vitória, EC Bahia, União Barbarense, Athletico Paranaense, Tigres UANL, Atlético Mineiro, Kashima Antlers, SE Palmeiras i Grêmio.